# 541982 Grendel
541982 Grendel este o planetă minoră (asteroid) din centura de asteroizi. A fost descoperită pe 16 martie 2012 la Piszkéstetői Obszervatórium⁠(d) de Krisztián Sárneczky⁠(d) și a fost numită după Lajos Grendel. 
Obiectul prezintă o orbită caracterizată de o semiaxă mare de 2,5939753424852 UAi, o excentricitate de 0,28825877008921, o înclinație de 29,737930078226 ° în raport cu ecliptica.